# Paul Chambers
Paul Chambers (født 22. april 1935 i Pittsburgh, Pennsylvania, død 4. januar 1969) var en amerikansk jazzbassist. Han var en innovativ bassist, som udviklede bassens muligheder i improvisation, tonalitet og som rytmeinstrument. Paul Chambers anses som en af jazzens bedste bassister gennem tiderne.
Paul Chambers blev født i Pittsburgh, men voksede op i Detroit, hvor han blev en del af byens voksende jazzscene. Som 19-årig flyttede han til New York, hvor han spillede med J.J. Johnson-Kai Winding quintet. Herefter kom han som 20-årig med i Miles Davis' første kvintet sammen med John Coltrane, Joe Jones og Red Garland. Chambers spillede med Miles Davis' kvintet i perioden 1955-1963 og var med på de fleste af Davis' optagelser i disse år. Efter at han forlod Miles Davis-kvintetten, arbejdede han med Wynton Kelly.
Han har også spillet med bl.a. John Coltrane, Sonny Rollins, Gil Evans, Art Pepper og Wes Montgomery.
Paul Chambers døde af tuberkulose i en alder af kun 33 år.

## Eksterne links/kilder
- Paul Chambers på allaboutjazz.com
- Paul Chambers på sputnikmusic.com med diskografi